# Invincible (album)
„Invincible“ je deseti i poslednji studijski album američkog muzičara Majkla Džeksona. Objavio ga je Epik rekords 30. oktobra 2001. godine. „Invincible“ je prvo izdanje novog Džeksonovog materijala od remiks albuma „Blood on the Dance Floor: HIStory in the Mix“, izdatog 1997. Džekson, Rodni Džerkins i Tedi Rajli, zajedno sa ostalima, bili su producenti i tekstopisci. Slično pevačevim prethodnim materijalima, teme albumovih šesnaest pesama uglavnom su Džeksonova lična iskustva povezana sa njegovom slavom i medijima, romansa i paranoja. „Invincible“ je generalno pozitivno ocenjen od strane savremenih muzičkih kritičara.
Sa albuma su izdata tri singla: „“, „“ i „Butterflies“. „You Rock My World“ se našao među deset najprodavanijih singlova širom sveta. „Butterflies“ je izdat samo u Sjedinjenim Državama i bio je među dvadeset najprodavanijih. „Cry“ je zabeležio manji komercijalni uspeh. Nakon konflikta između Džeksona i njegove izdavačke kuće (Epik), Soni mjuzik je prekinuo promociju albuma. „Invincible“ je nominovan jednim Gremijem, za najbolje muško vokalno pop izvođenje. Godine 2009, proglašen je najboljim albumom decenije od strane čitalaca „Bilbord“ magazina.
Album je bio komercijalno uspešan, nalazeći se na prvom mestu u jedanaest zemalja širom sveta, među kojim i u Sjedinjenim Američkim Državama, Ujedinjenom Kraljevstvu, Australiji, Francuskoj i u Švajcarskoj. „Invincible“ je bio među deset najboljih i u drugim državama, dok je manje uspešan bio u Meksiku gde se nalazio na dvadeset i devetom mestu. Na top-listama se ponovo plasirao 2004. i 2009. nakon Džeksonove smrti. Uprkos prodaji od oko četrnaest miliona kopija širom sveta, album se navodi kao komercijalni neuspeh u odnosu na prodaje Džeksonovih prethodnih albuma.

## Koncept
Dok je bio član grupe Džekson 5, Džekson je često stvarao materijal za bend da bi zatim počeo raditi na svojim solo projektima. Jedni od njegovih najistaknutijih radova su njegovi samostalni studijski albumi, među kojim su „Off the Wall“ (1979) i „Thriller“ (1982). Uspeh albuma „Thriller“, trenutno najprodavanijeg albuma svih vremena sa tiražom od 110 miliona prodatih kopija, često je bacao u zasenak izvođačeve ostale projekte. Do izlaska njegovog desetog studijskog izdanja, „Invincible“, Džekson nije objavljivao novi materijal još od 1997. i remiks albuma „Blood on the Dance Floor: HIStory in the Mix“ ili studijskog albuma iz 1995, odnosno, „HIStory: Past, Present and Future, Book I“ tako da se ova kolekcija pesama smatrala njegovim „povratkom“.
Džekson je započeo snimanje novog materijala za album u oktobru 1997. godine da bi ga završio pesmom „You Are My Life“, samo osam nedelja pre izlaska albuma u avgustu 2001. godine. Pevač je pokazao interesovanje za učešće repera u produkciji pa makar to bilo u jednoj pesmi i istakao je da ne želi „poznatog repera“. Džeksonov portparol je predložio repera koji nastupa pod pseudonimom Fets, iz Nju Džersija. Nakon što su završili jednu pesmu, Džekson i Fets su se dogovorili da snime još jednu. Rodni Džerkins je izjavio da je Džekson hteo da snimi nešto što pripada drugačijem muzičkom pravcu u odnosu na njegove prethodne radove opisujući taj poduhvat izazovnim.
Džekson je bio glavni tekstopisac i producent. Osim njega, producenti su bili: Džerkins, Tedi Rajli, Andreo Fanatik Herd, Kenet Bejbifejs Edmonds, R. Keli i Dr Friz, dok su na tekstovima radili: Keli, Fred Džerkins, Lašon Denijels, Nora Pejn i Robert Smit. „Invincible“ predstavlja treću saradnju između Džeksona i Rajlija, prethodno su sarađivali kod albuma „Dangerous“ i „HIStory“. „Invincible“ je Džeksonov deseti i poslednji studijski album snimljen i izdat tokom njegovog života. U izveštajima je navedeno da su troškovi izrade albuma bili trideset miliona američkih dolara. Omot albuma je bio dostupan u pet različitih boja: u srebrnoj, crvenoj, plavoj, narandžastoj i u zelenoj. Trenutno, album se može kupiti samo sa srebrnim omotom.

„Invincible“ je posvećen tada petnaestogodišnjem afroameričkom dečaku Bendžaminu Hermansenu koga je usmrtila grupa neonacista u Oslu u januaru 2001. godine. Razlog zbog kojeg je njemu posvećeno, delom je činjenica da je još jedan dečak iz Osla, Omer Bati, Džeksonov prijatelj, bio bliski Hermansenov drug. U posveti piše: 
 Album je takođe posvećen Džeksonovoj baki Nikoleti Sotil kao i njegovim roditeljima Džozefu i Ketrin Džekson.

## Kompozicije
Pesme albuma „Invicible“ pripadaju žanrovima: ritam i bluz, hip hop, dens, sintpop i urban. Četrnaest od šesnaest kompozicija je napisao Džekson. Ukupno trajanje albuma je sedamdeset i sedam minuta i osam sekundi. Teme ovih šesnaest pesama odnose se na Džeksonova lična iskustva koja se tiču ljubavi, paranoje, napada na njegovu privatnost i strašnih situacija u kojim se nalazio. „Invincible“ počinje pesmom „Unbreakable“ koja se ogleda u stihovima: „Sa svim kroz šta sam prošao, još uvek sam tu.“ (engl. With all that I've been through/I'm still around). Godine 2002, u intervjuu za magazin „Vajb“, Džekson je govorio o inspiraciji za pisanje pesme „Speechless“:
Bićete iznenađeni. Bio sam sa decom u Nemačkoj, gađali smo se balonima napunjenim vodom. Ozbiljan sam, bio sam tako srećan nakon toga da sam istrčao uz stepenice kuće i napisao „Speechless“. Zabava me inspiriše. Ne volim to da kažem jer je to tako romantična pesma. Ali bilo je gađanje napunjenim balonima koje je to učinilo. Bio sam srećan i celu sam je napisao tačno tamo. Osećao sam da će biti dovoljno dobra za album. Iz ushićenja proističe magija, zapanjenost i kreativnost.
„Privacy“, reflektujući pevačeva lična iskustva, o borbi je sa invazijom medija i lažima koje oni raznose. „The Lost Children“ je o ugroženoj deci. U pesmi „Whatever Happens“, Džekson je pevao u trećem licu o dvoje ljudi uključenih u neimenovanu strašnoj situaciji. „Cry“, kao i „Man In the Mirror“, o je želji da se pomogne svetu imajući u vidu da se to ne može samostalno izvršiti. „Butterflies“ i „Break of Dawn“ sa svojim stihovima su viđeni od strane kritičara kao bleštavi i u stanju da dopru do svojih slušalaca. „Threatened“ ima formu naracije priče. Njeni stihovi se navode kao nastavak pesme „Thriller“. „You Are My Life“ govori o zaljubljenosti i uzvraćenoj ljubavi.

## Spor sa izdavačkom kućom
Džekson je čekao dozvolu da mu budu vraćene matrice njegovih albuma što bi mu omogućilo da vrši promociju svog prethodnog materijala. Time bi sprečio Soni da učestvuje u raspodeli profita od njegovog starog materijala. Pevač je očekivao da se ovo desi početkom novog milenijuma, međutim, zbog sitnih slova i različitih odredbi ugovora, odgovor na njegov zahtev je još uvek godinama daleko. Pokrenuo je istragu. Ispostavilo se da je advokat koji ga je zastupao u ovom poslu, predstavljao kompaniju Soni i na takav način stvorio sukob interesa. Džekson je bio zabrinut zbog još jednog sukoba interesa. Soni je godinama pregovarao o kupovini njegovog muzičkog kataloga. Ukoliko bi se Džeksonova karijera ili finansijska situacija pogoršala, izvođač bi bio prinuđen da proda svoj katalog. Međutim, ukoliko bi Soni posedovao ovaj katalog, to bi omogućilo toj kompaniji da ostvari zaradu na propasti Džeksonove karijere. Ove sukobe, Džekson je upotrebio kako bi raskinuo saradnju.
Pre izdanja predstojećeg albuma, „Invincible“, Džekson je obavestio tadašnjeg vodećeg čoveka Sonija, Tomija Motolu, da će napustiti njegovu kompaniju. Nakon izdavanja albuma, predviđeni singlovi, spotovi i promocije su otkazani. Pevač je izjavio u julu 2002. da je Motola đavo i rasista koji ne podržava afroameričke izvođače, nego ih koristi isključivo zbog svoje lične koristi. Optužio ga je da je rekao za njegovog kolegu Irva Gotija da je debeli crnja“. Soni je osporavao sve navedene tvrdnje ističući da je Džekson odbio da održi turneju u Sjedinjenim Američkim Državama. Džekson je krivio Soni i muzičku industriju za rasizam optužujući ih za aktivnu kampanju koja je vršena protiv njega.

## Promocija i singlovi
U javnosti je isticano da je potrošeno oko 30 miliona američkih dolara na projekat. Da bi na što bolji mogući način promovisao album, Džekson je organizovao u Medison skver gardenu koncert kojim obeležava 30 godina svoje solo karijere. Pojavio na sceni zajedno sa svojom braćom, prvi put od 1984. godine. U tom spektaklu su učestvovali i mnogi drugi izvođači: Vitni Hjuston, grupa Ensink sa Džastinom Timberlejkom, Britni Spirs, Ašer kao i mnogi drugi. Šou je prikazan na Si-Bi-Es televiziji u novembru 2001. u vidu dvočasovne specijalne emisije.
Album je lansirao tri singla: „“, „“ i „Butterflies“. „Cry“ je izdat van Sjedinjenih Država. Za „Butterflies“ nije snimljen spot. „You Rock My World“ je objavljen krajem oktobra 2001. godine. Kao vodeći singl, našao se među deset najboljih na „Bilbord hot 100“ top-listi, odnosno na desetoj poziciju u toku treće nedelje od izlaska. Pesma je bila uspešnija internacionalno, uglavnom pozicionirajući se među deset najboljih. „You Rock My World“ je zauzimao prvo mesto u Francuskoj, drugo u Norveškoj, Finskoj, Danskoj i Belgiji, treće u Italiji, četvrto u Australiji i peto u Švedskoj i Švajcarskoj. Albumov drugi singl, „Butterflies“ je izdat početkom novembra 2001. godine. Našao se na četrnaestom mestu liste „Hot 100“ i na drugom na listi ritam i bluz i hip hop singlova u Americi. Širom sveta, „Cry“ je uglavnom bio među 40 najboljih. Zemlje u kojim je singl bio uspešan su Danska, Francuska i Belgija, bivajući na 16, 30. i 31. poziciji. „Heaven Can Wait“ se takođe našao na listama i to na 72. mestu liste ritam i bluz singlova zahvaljujući puštanju na radio stanicama. Nije se plasirala međunarodno. „“ je bila predviđena da se izda kao albumov četvrti singl, ali je otkazana zbog još uvek nepoznatih razloga. „“ je objavljena kao promotivni singl, ali se nije plasirala ni na jednoj top-listi.

## Kritički i javni prijem
„Invincible“ je generalno dobro ocenjen od strane savremenih muzičkih kritičara. Postojalo je zajedničko mišljenje da je album jedan od Džeksonovih najmanje impresivnih, ponajviše zbog njegovog trajanja od skoro osamdeset minuta. Stefen Tomas Erlevajn je dao albumu tri od pet zvezdica ocenjujući da ima veći sjaj i bolji zvuk od bilo čega što je Džekson izdao od 1991. (tada je objavljen „Dangerous“). Erlevajn ističe da uprkos tome što je album imao dobrog materijala, nije uspeo da obezbedi Džeksonu povratak na scenu koji mu je bio potreban, ali i da je podsetio da je izvođač još uvek u dobroj formi. Džejms Hanter, pisac „Roling stoun“ magazina, dao je albumu tri od pet zvezdica hvaleći ga, ali i ističući da su balade napravile ploču predugom.
Mark Beamon je dao albumu ocenu šest od maksimalne deset opisavši ga savremenim, ali i predugačkim. Robert Hristgo ga je ocenio sa A- komentarišući da su Džeksonove sposobnosti kao muzičara često zaboravljene da bi i on istakao dužinu govoreći da ovo izdanje traje mnogo duže od pevačevih prethodnih. Smatrao je da je materijal bio napadan. Opisao je albumove prve tri pesme najboljim izdanjem Rodnija Džerkinsa 2001. godine. Dejvid Braun je ocenio sa C- smatrajući da je „Invincible“ prvi Džeksonov album još od „Off the Wall“ koji ne nudi nove okrete, ali ga je nazvao antologijom njegovih, u najmanju ruku, najvećih hitova. „“ je nominovan jednom Gremi nagradom na ceremonijalnoj dodeli 2002. godine. Pesma „You Rock My World“ je nominovana za najbolje muško pop vokalno izvođenje, ali je izgubila od pesme Džejmsa Tejlora „Don’t Let Me Be Lonely Tonight“. Zbog izlaska u oktobru 2001, album nije bio u mogućnosti da bude nominovan sa više Gremija.
Kratko nakon izlaska, u anketi vršenoj od strane „Bilbord“ magazina, 79 procenata od 5 195 glasača nije bilo iznenađeno albumovim plasiranjem na vrhu „Bilborda 200“, lestvice najprodavanijih albuma u Sjedinjenim Američkim Državama. „Bilbord“ je takođe izvestio da se 44 procenata slagalo sa rečenicom: „Samoproklamovan ili ne, Džekson je još uvek kralj popa“. Ostalih 35 procenata je izjavilo da nije bilo iznenađeno pozicijom kolekcije, ali i da je sumnjalo da će ona ostati još jednu nedelju na čelu. Samo 12 procenata je izjavilo da je bilo iznenađeno zbog Džeksonove neaktivne karijere proteklih šest godina dok je ostalih 9 procenata zbog negativnog izveštavanja medija uoči izlaska albuma bilo zaprepašćeno. U decembru 2009, čitaoci „Bilbord“ magazina su u anketi za najbolji album decenije na prvom mestu postavili album „Invincible“.

## Komercijalni nastup
„Invincible“ je bio prvi Džeksonov studijski album izdat u šest godina od 1995. i albuma „“. U toku prve nedelje od izlaska sa 363 hiljade prodatih kopija, album je debitovao na čelu „Bilborda 200“, 17. novembra 2001. „“ je bilo Džeksonovo peto broj jedan izdanje na „Bilbordu 200“, i četvrto koje je debitovalo na vrhu pomenute liste. Uprkos komercijalnom uspehu u toku prve nedelje, album je prodat u manje primeraka od prethodnika „HIStory“ (prodatog u 391 hiljadu primeraka tokom prve nedelje). „Invincible“ je bio i na prvom mestu „Bilbordovih“ ritam i bluz i hip hop albuma četiri nedelje. Nakon osam nedelja od izdanja, u decembru 2001, „Invincible“ je sertifikovan zlatnim tiražom u Sjedinjenim Državama za prodaju od oko 500 hiljada kopija. U istom mesecu, album je odlikovan platinastim tiražom za prodaju od milion kopija. Januara 25. 2002, album je sertifikovan dva puta platinastim tiražom za prodaju od dva miliona kopija.
Internacionalno, „Invicible“ je bio komercijalno uspešan. Našao na vrhu dvanaest zemalja širom sveta među kojim u: Ujedinjenom Kraljevstvu, Australiji, Belgiji, Danskoj, Holandiji, Nemačkoj, Norveškoj, Švedskoj i u Švajcarskoj. „Invicible“ se našao među deset najboljih u nekoliko zemalja uključujući i u: Austriji, Kanadi, Finskoj, Italiji i na Novom Zelandu. Meksiko je bila zemlja u kojoj je album najslabije prošao nalazeći se na 32. poziciji. Džeksonov deseti studijski album je prodat u oko 14 miliona kopija širom sveta. Kako god, prodaja albuma je znatno niža od pevačevih prethodnih, kako zbog oslabljene pop industrije i oskudne promocije, tako zbog spora sa Sonijem i svetske turneje koja nije održana. Komentarišući prodaje ovog izdanja krajem 2003, Bernar Zuel, novinar „Sidnej morning herald“ dnevnih novina je bio mišljenja:
Holi Valans i Delta Gudrem bi pomislile da je stiglo njihovih „pet minuta“ kada bi prodale svoje albume u pet ili šest miliona kopija širom sveta. Majkl Džekson je slično učinio u prošle dve godine sa svojim sedmim solo albumom, „Invincible“, i to se tretira neuspehom u industriji i medijima. Nepošteno? Naravno da jeste, zato što su prodajne karakteristike tog albuma bolje od 95 procenata hiljada i hiljada izvođača koji bi otišli u penziju da ovo postignu. Šta još, konstantni uzročnik je poređenje sa prodajom njegovog 1982. godine objavljenim albumom, „Thriller“, koji je prodat u oko 100 miliona kopija i njegovog naslednika, „Bad“, prodat u 30 miliona kopija. Kako god, 10 miliona kopija je još uvek fenomenalno u poređenju sa prodajom albuma većine izvođača.
Godine 2004, „Invincible“ se ponovo plasirao na „Bilbordovim“ top-listama. Zauzimao je 154. poziciju na „Bilbordu 200“, 4. decembra 2004. Album je bio i br. 48 na listi „Bilbordovih ritam i bluz i hip hop albuma“ tog 4. decembra. Nakon Džeksonove smrti u junu 2009, njegova muzika je doživela naglu popularnost. „“ se našao na 12. mestu „Bilbordovih digitalnih albuma“ 11. jula 2009. Jula 18, zauzimao je br. 9 liste „Bilbordovih katalog albuma“ da bi dan kasnije br. 18 u Italiji. Album je bio na 64. mestu liste evropskih albuma 25. jula. Izdanje se našlo i na 29. poziciji u Meksiku u julu i 84. u Švajcarskoj 19. jula 2009.
Širom sveta, „Invincible“ je višestruko sertifikovan. Odlikovan je platinastim tiražom od strane Britanske fonografske industrije za prodaju više od 300 hiljada primeraka u Ujedinjenom Kraljevstvu. Album je sertifikovala Međunarodna federacija fonografske industrije platinastim tiražom za prodaju od 40 hiljada u Švajcarskoj. Ista organizacija je sertifikovala album zlatnim tiražom u Austriji za 15 hiljada primeraka. Australijsko udruženje muzičke industrije je sertifikovalo Džeksonov poslednji studijski album dva puta platinastim tiražom za prodaju 140 hiljada kopija u Australiji. Ostala priznanja uključuju i zlatnu sertifikaciju za prodaju 40 hiljada primeraka u Argentini.

## Spisak pesama
U zagradama su označeni tekstopisci.
1. „“ (6:26; Džekson, Danijels, Džerkins, Pejn, Smit)
2. „“ (5:09; Džekson, Džerkins, Džerkins Treći, Denijels, Mičke, Greg)
3. „“ (4:46; Džekson, Denijels, Greg, Džerkins, Džerkins)
4. „“ (5:29; Džekson, Dr Friz)
5. „“ (4:49; Džekson, Rajli, Hird, Smit, Bil, Lojez, Kviler)
6. „“ (5:39; Džekson, Denijels, Džerkins, Džerkins, Pejn)
7. „“ (4:40; Heris, Embrožijus)
8. „“ (4:24; Džekson)
9. „“ (3:31; Džekson, Rajli, Gibson, Henson)
10. „“(4:33; Džekson, Bejbifejs, Sejger, Meklejn)
11. „“ (5:05; Džekson, Bele, Denijels, Džerkins, Džerkins)
12. „“ (4:24; Džekson, Rajli, Stejts, Vertelni)
13. „“ (5:00; R. Keli)
14. „“ (4:00; Džekson)
15. „“ (4:56; Džekson, Rajli, Kvoj, Vilijams)
16. „“ (4:18; Džekson, Denijels, Džerkins, Džerkins)

## Plasmani i sertifikacije
| Zemlja (2001/2002)                                        | Najviša pozicija |
| --------------------------------------------------------- | ---------------- |
| Australija                                                | 1                |
| Austrija                                                  | 2                |
| Belgija                                                   | 1                |
| Kanada                                                    | 3                |
| Danska                                                    | 1                |
| Danska                                                    | 1                |
| Finska                                                    | 7                |
| Francuska                                                 | 1                |
| Nemačka                                                   | 1                |
| Italija                                                   | 2                |
| Meksiko                                                   | 29               |
| Novi Zeland                                               | 4                |
| Norveška                                                  | 1                |
| Portugal                                                  | 8                |
| Švedska                                                   | 1                |
| Švajcarska                                                | 1                |
| Ujedinjeno Kraljevstvo                                    | 1                |
| SAD: „Bilbord 200“                                        | 1                |
| SAD: „Bilbordovi ritam i bluz i hip hop albumi“           | 1                |
| Zemlja (2004)                                             | Najviša pozicija |
| SAD: „Bilbord 200“                                        | 154              |
| SAD: „Bilbordovi ritam i bluz i hip hop albumi“           | 48               |
| Zemlja (2009)                                             | Najviša pozicija |
| Australija                                                | 43               |
| EU                                                        | 64               |
| Italija                                                   | 18               |
| Meksiko                                                   | 29               |
| Švajcarska                                                | 84               |
| SAD: „Bilbordovi katalog albumi“                          | 9                |
| SAD, digitalno preuzimanje: „Bilbordovi digitalni albumi“ | 12               |

| Zemlja      | Sertifikacija (tiraž) |
| ----------- | --------------------- |
| Argentina   | Zlatni                |
| Australija  | 2× platinasti         |
| Austrija    | Zlatni                |
| Francuska   | Platinasti            |
| Nemačka     | Platinasti            |
| Holandija   | Platinasti            |
| Novi Zeland | Platinasti            |
| Norveška    | Platinasti            |
| Poljska     | Zlatni                |
| Portugal    | Zlatni                |
| Švedska     | Zlatni                |
| Švajcarska  | Platinasti            |
| UK          | Platinasti            |
| SAD         | 2x platinasti         |

## Osoblje
- Majkl Džekson: vokal, različiti instrumenti, programiranje
- Notorijus Bi-Aj-Dži, Fets: rep vokali
- Bejbi Ruba, Prins Džonson, Kris Taker: naratori
- Tedi Rajli: različiti instrumenti, prateći vokal
- Rodni Džerkins, Andre Heris, Dr Friz: različiti instrumenti
- Karlos Santana, Rik Vilijams, Majkl Tompson, Majkl Landau: gitara
- Normen Džef Bredšo, Met Kejpi: horna
- Bred Bukser: klavijature, programiranje
- Džon Robinson, Džerald Hejvord, Emanuel Bejker: udaraljke
- Paulinjo Da Kosta: perkusije
- Brendi, Ričard Stajts, Lašon Denijels, Mario Vaskez, Meri Braun, Skoti Hejskel, Andru Snajder, Melisa Makau, Monik Doneli, Rouz Beti, Džejms Lajvli, Alej Martinez: prateći vokali
- Majkl Džekson, Rodni Džerkins, Tedi Rajli, R. Keli, Dr Friz: producenti
- Brus Svedijen, Tedi Rajli, Rodni Džerkins: producenti

## Napomene
1. ↑  Epik rekords je izdavačka kompanija čiji je vlasnik Soni.